# Höcherhof
Höcherhof ist ein Gemeindeteil der Stadt Bodenwöhr im Landkreis Schwandorf (Oberpfalz, Bayern).

## Geografie
Die Einöde Höcherhof liegt im Osten von Bayern in der Oberpfalz im Naturpark Oberer Bayerischer Wald, etwa drei Kilometer westlich der Staatsstraße 2398 von Neunburg vorm Wald nach Bodenwöhr. Die Einöde liegt auf 470 Meter Höhe am Fuße des Hirschberges und des Eicherlberges. Ein Kilometer nordwestlich von Höcherhof befindet sich das Naturschutzgebiet Pfahl.

## Gemeindezugehörigkeit
Zur Gemeinde Taxöldern gehörten die Orte und Einöden Höcherhof, Kipfenberg, Pingarten, Turesbach und Ziegelhütte. Am 1. Juli 1972 wurde die Gemeinde Taxöldern im Zuge der Gebietsreform aufgelöst und wurde mit allen Gemeindeteilen in die Gemeinde Bodenwöhr eingegliedert.